# 頓巴斯種族滅絕指控
頓巴斯種族滅絕指控是俄羅斯對烏克蘭政府在頓巴斯地區的政策的指控，2022年俄羅斯總統普京以此為理由入侵烏克蘭，而乌克兰和国际社會則指責普京政府的指控只是其侵略烏克蘭的藉口。

## 指控
烏克蘭的東部和南部居住著大量俄語人口，在烏克蘭東部的頓涅茨克和盧干斯克兩州俄語人口佔絕大多數，2014年初親俄派總統亞努科維奇在亲欧盟示威的壓力下，逃亡到俄羅斯，而後兩州宣布獨立，引發頓巴斯戰爭，同時基輔上台的親歐政府開始逐步使用烏克蘭語取代俄語在烏克蘭的優勢地位，引發了俄羅斯的不滿，從2014年開始，俄羅斯政府多次指控烏克蘭在其控制的西頓涅茨克和北盧甘斯克對當地人進行種族滅絕，以暴力或死亡相威脅逼迫當地的俄語居民切斷對俄國的身分認同。
2017年1月，33名烏克蘭議員向烏克蘭最高議會提出一份新的「國家語言」法案，計畫將烏克蘭語提升成生活和工作中必須使用的語言，若違法使用俄語將被處以罰款，引發俄羅斯的極大反彈，多名俄國議員批評該法案是「烏克蘭民族主義者對俄語的大屠殺」，認為這項新法案用意是在消滅俄語，是一種「語言上的種族滅絕」。
俄羅斯總統普京2021年12月10日與「公民社會與人權委員會」談話時表示：「頓巴斯地區如今的情況，你我都看得很清楚。這當然極易讓人聯想起你所提的種族滅絕。」
2022年2月23日俄烏邊境局勢開始緊張之時，乌克兰在联合国大会呼吁國際社會阻止俄罗斯的侵略计划，而俄罗斯常驻联合国代表涅边贾则表示：“鉴于存在公然的种族灭绝和对最重要的人权——生命权的践踏，我国不能对顿巴斯400万人民的命运无动于衷。”
普京在全面入侵烏克蘭時於克里姆林宮發表的電視講話中聲稱：「所謂的文明世界……寧願忽視它，就好像近400萬人正遭受的恐怖的種族滅絶根本沒有發生。」普京表示俄羅斯必須採取「特別軍事行動」，以「保護（在烏克蘭東部）遭受霸凌和種族滅絕的人」。
2022年3月29日在與俄總統人權委員會開會時，普京再次表示基輔當局對待烏東俄語區的方式「讓人極易聯想到種族滅絕」，並表示：「恐俄症是導致種族滅絕的第一步，必須採取極其精準的措施審慎因應，且不容問題遭淡化。」

## 反駁
歐洲安全與合作組織（OSCE）負責2014年起監測烏克蘭衝突的部門表示並沒有發現任何支持俄羅斯的「系統性滅絕頓巴斯（親俄）人民」說法的證據。
2022年3月7日，烏克蘭向國際法院提告，表示俄羅斯對種族滅絕的指控並不屬實，在任何情況下都不能為入侵提供法律依據，並根據1948年《防止及懲治滅絕種族罪公約》對俄羅斯入侵烏克蘭提起訴訟。2022年3月16日，国际法院裁定：俄罗斯必须“立即停止在乌克兰的军事行动”，法院指出，“乌克兰有合理的权利不接受俄罗斯联邦为防止和惩治乌克兰境内所谓的种族灭绝而采取的军事行动”。
國際種族滅絕學者協會（英語：International Association of Genocide Scholars）發表聲明，譴責普京「盜用和濫用種族滅絕」一詞，國際種族滅絕學者協會主席歐布萊恩（Melanie O'Brien）向路透社表示「完全沒有證據表明烏克蘭正在發生種族滅絕」。
德國總理奥拉夫·朔尔茨斥普京的說法為「荒謬」，他表示沒有證據表明烏克蘭東部發生了種族滅絶。